# عبد الله فاضل عباس السامرائي
عبد الله فاضل عباس السامرائي (ولد في سامراء سنة 1941 أو 1943 واغتيل في بغداد في 11 يناير / كانون الثاني 1997) .
هو سياسي عراقي شغل منصب عضو في مجلس قيادة الثورة في العراق من أيلول 1977 حتى حزيران 1982. شغل منصب وزير الأوقاف والشؤون الدينية للفترة من 28 حزيران 1982 حتى 5 أيلول 1993.

## حياته الخاصة
ولد عبد الله فاضل عباس السلوم الجبوري في سامراء وهو  متزوج من اثنتين، له من الأولى خمس بنات وله من الثانية ثلاث بنات وولدين، كما له من الذرية أثني عشر حفيدا. أما أخوته وأخواته فكانوا ثلاثة من الذكور منهم شهيد في الحرب العراقية الإيرانية ومثلهم من الإناث وكانت زوجته الثانية هي زوجة لشقيقه الشهيد.

## وفاته
اغتيل في 11 كانون الثاني 1997 بوابل من الرصاص عند خروجه من منزله. وفي سنة 1999، أعلن عن اعتقال المتهمين بالجريمة، وذكر انهم مرتبطين بإيران، وهم علي جابر عدوان وستار جابر عدوان وسعد عبد الرضا وليث عادل الوائلي، وقد اعتقلتهم السلطات لدى عودتهم إلى العراق من إيران، أما الخامس فهو رائد خليل إبراهيم الذي كان ما يزال هاربا.
وفي سنة 2010، أعلن عن المجموعة التي قامت بعملية الاغتيال.